# François Thiéry
Pour les articles homonymes, voir Thiéry.
François Thiéry, dit François Thiéry-Mourelet, est un auteur et illustrateur né en 1952 à Charleville-Mézières. Il fut journaliste et conseil en communication. Il est élu secrétaire général de la Société des gens de lettres (SGDL) le 11 mai 2020. Il a aussi participé à plusieurs ouvrages collectifs (photographies, livres scolaires…).

## Noms de plume
Il écrit sous son nom et plusieurs pseudonymes : 
- François Thiéry-Mourelet, ou François Mourelet (fiction) : romans, nouvelles, théâtre, humour : Éditions Sans Escale ; Éditions Unicité ; Éditions l'Échappée Belle ; Éditions Atlande ;
- Paul Ferris (livres pratiques santé et jardinage) : Éditions Marabout ;
- François Thiéry (romans jeunesse) : Éditions Magnard, Éditions Posidonia ;
- Francis Bamer (albums jeunesse) : Éditions Aubépine ;
- Yolande Lesourd (albums jeunesse) : Éditions Aubépine* ;
- Victor Auban (albums jeunesse) : Éditions Aubépine.

Nom d'illustrateur :
- Flora Thuch (albums jeunesse) : Éditions Aubépine ;
- Fransoist (aquarelles et huiles).

## Le style
Jean-Claude Bologne écrit : « À ce doute sur le passé et le présent répond, pour fêler la « certitude idiote de l’avenir », une autre présence invisible et récurrente, qu’il (le poète) nomme Brise. Le nom même, qui oppose à la violence des bourrasques l’espoir d’un apaisement, n’est pas sans évoquer, dans ses consonances comme dans son rôle, la Béatrice de Dante. Brise, « l’unique horizon », « l’unique destination de chaque voyage », donne sens à l’« absurde errance » par la promesse d’un but à atteindre, un but toujours fuyant, mais bien réel. »
Dans la revue Europe (N°118-119-120), Mathias Lair souligne : « À la poursuite de Brise, "qui s’appelle comme le vent", écrit-il, François Thiéry-Mourelet nous emporte dans une course de par le monde, une course lyrique qui fait penser aux poèmes de Saint-John Perse ou encore au tout-monde d’Édouard Glissant, tous deux îliens, déportés au bord de l’immense. (…) Les humains sont souvent vagabonds, pêcheurs, et charpentiers, brigands, migrants, marins hirsutes échoués dans les bars, plus ou moins rescapés de guerres immondes. »
Bertrand Rouziès-Leonardi, dans la rubrique Au détour des livres de Mediapart (édition du 7 août 2022), analyse Brise dans le Miroir comme « un poème narratif — nous suivons les pérégrinations d’un « écriturier » saturé de vies, d’expériences, « d’orients et de nords » (« Bali parmi d’autres paysages »), qui, pour ne pas sombrer avec ce lest, se raccroche à la fraîcheur d’une jeune femme évanescente, nommée Brise, tout ensemble bouée et périssoire — et un poème à tableaux, du genre saisissant (…) »

## Prix
- Prix Sobrier-Arnould de littérature jeunesse décerné par l'Académie Française 1981 pour Papa Noël et le petit Noël.
- Prix du recueil de poésie Jeanne Marvig - Académie des Jeux Floraux 2022 pour Brise dans le miroir[6].